# Woolwich Town Hall
L'Hôtel de Ville de Woolwich est un édifice du début du XXe siècle, situé dans le quartier historique de Bathway au centre de Woolwich, au Sud-Est de Londres. Jusqu'en 1965, il fut le siège du gouvernement local de l'Arrondissement urbain de Woolwich, après quoi il est devenu le principal siège du London Borough de Greenwich (actuel Royal Borough de Greenwich). Le bâtiment est un Monument classé de Grade II* et un des rares exemples d'hôtel de ville de style Baroque Edouardien à Londres.
L'hôtel de Ville est également le bureau du greffe du Borough.

## Histoire

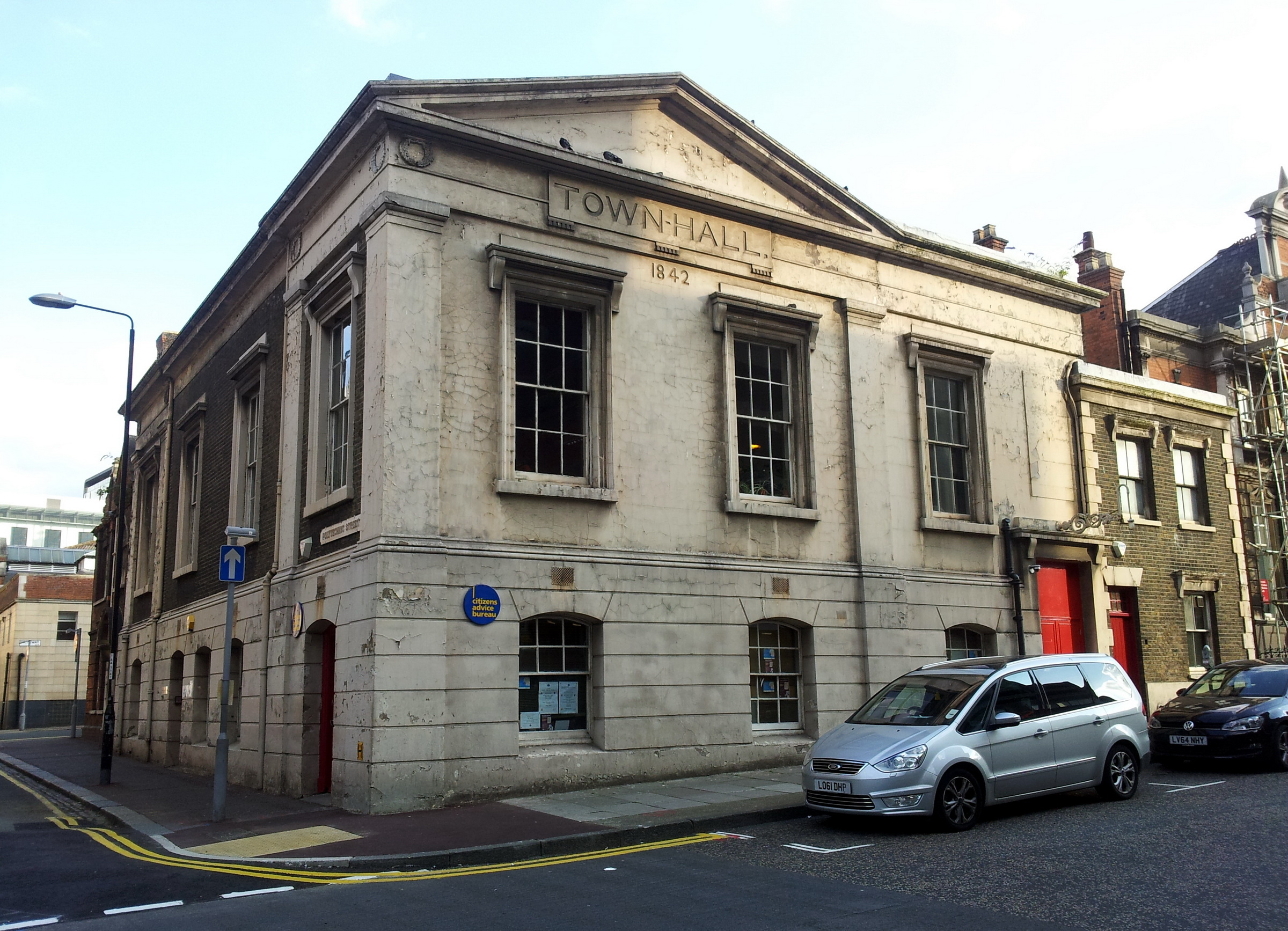
L'ancien Hôtel de Ville

Il a été construit en 1903-05 pour remplacer l'ancien hôtel de ville, datant de 1842, devenu trop petit. En 
1889, la paroisse de Woolwich est devenue une portion du nouvellement formé Comté de Londres. En 1900, le Metropolitan Borough de Woolwich a été formé à partir des paroisses de Woolwich, Plumstead et Eltham. Cela a entraîné la construction d'un hôtel de ville plus vaste et plus représentatif.
Le nouvel hôtel de ville a été construit à partir de 1903 non loin de l'ancien, qui a survécu jusqu'à aujourd'hui. De nouveaux bâtiments pour le Comté et la Cour des Magistrats, ainsi qu'un nouveau poste de police et la bibliothèque existante, ont formé un petit quartier administratif. L'ouverture officielle de l'hôtel de ville en janvier 1906 a eu lieu sans présence royale. En 1929-30 une petite annexe a été ajoutée dans Polytechnic Street.

Le Metropolitan Borough de Woolwich a été aboli en 1965 et en grande partie fusionné avec Greenwich (une petite section au nord de la Tamise, est allé au London Borough of Newham). L'Hôtel de ville de Woolwich est devenu le siège du gouvernement local du nouveau London Borough de Greenwich, (devenu depuis 2012, le Royal Borough de Greenwich). 

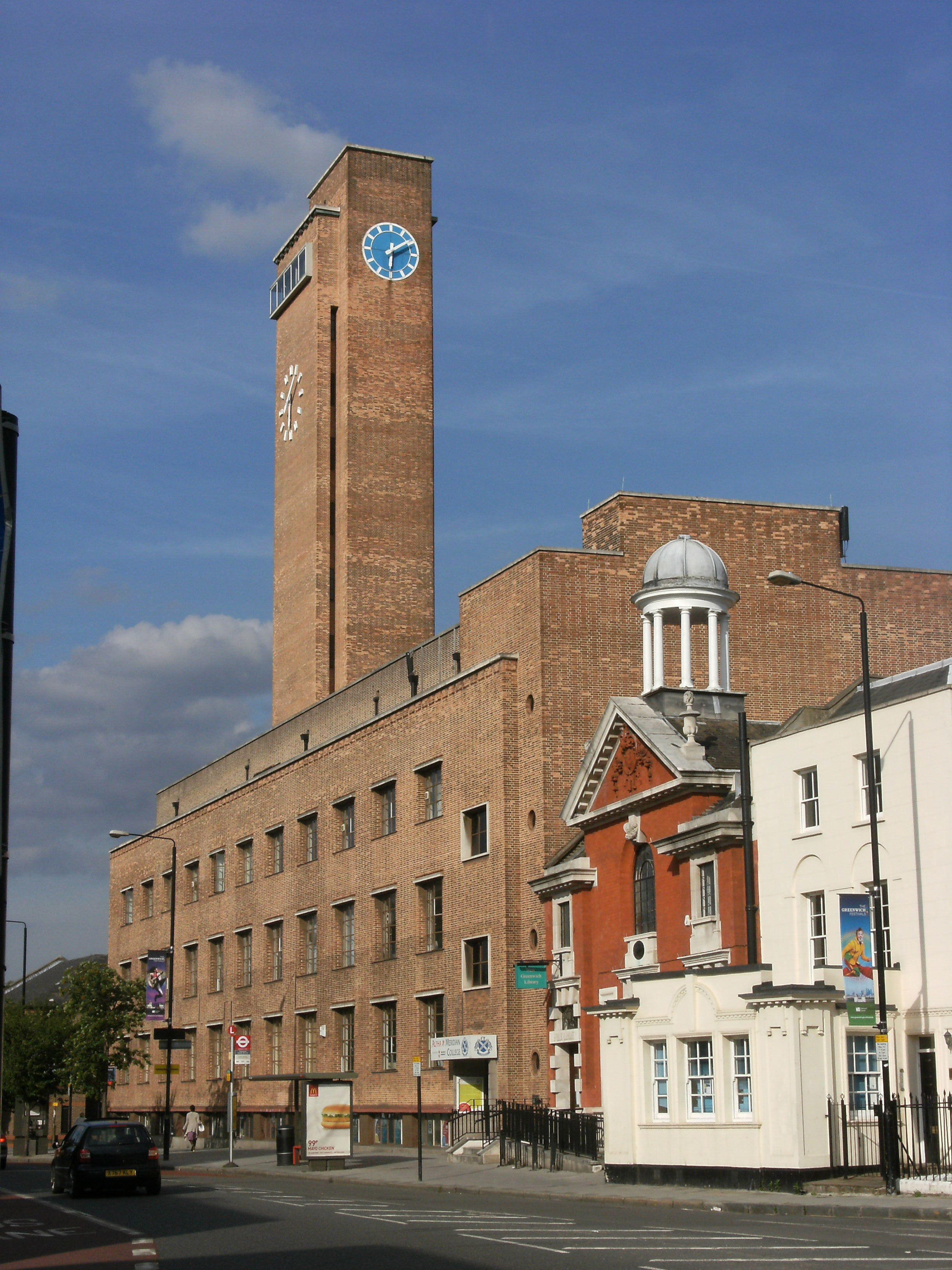
L'ancien Hôtel de Ville de Greenwich
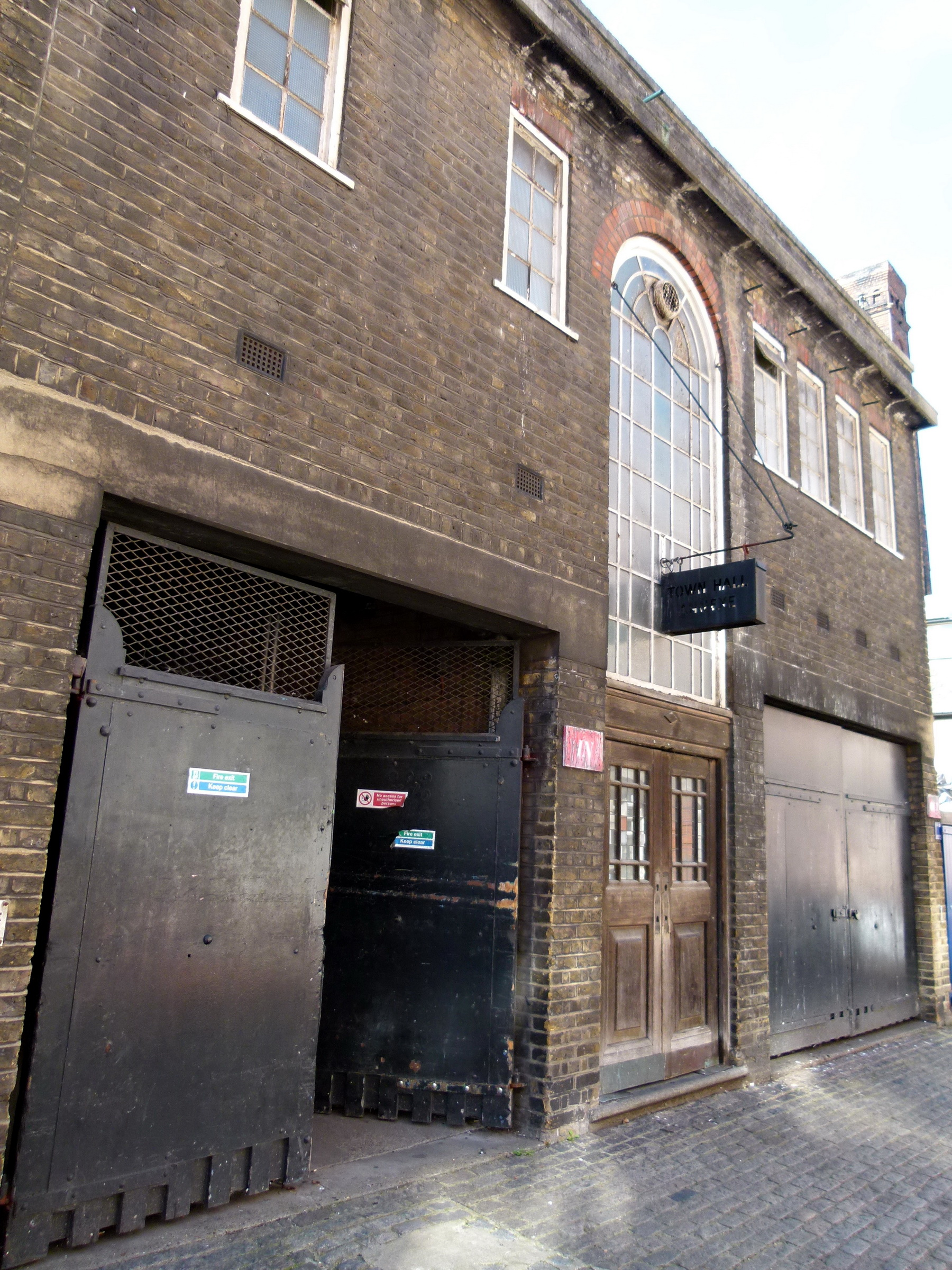
Mairie annexe de Woolwich
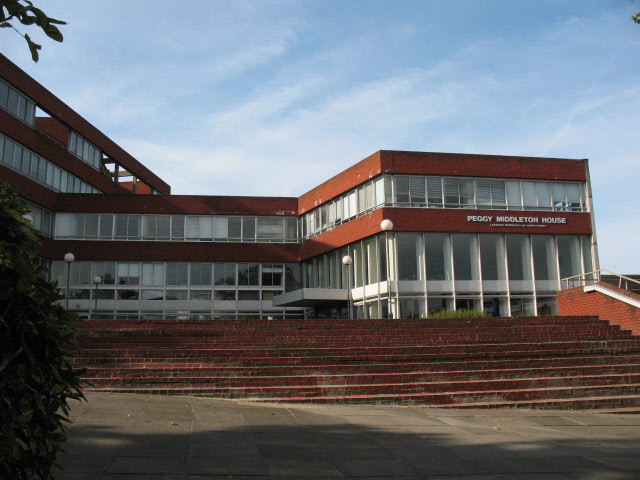
Maison Peggy Middleton
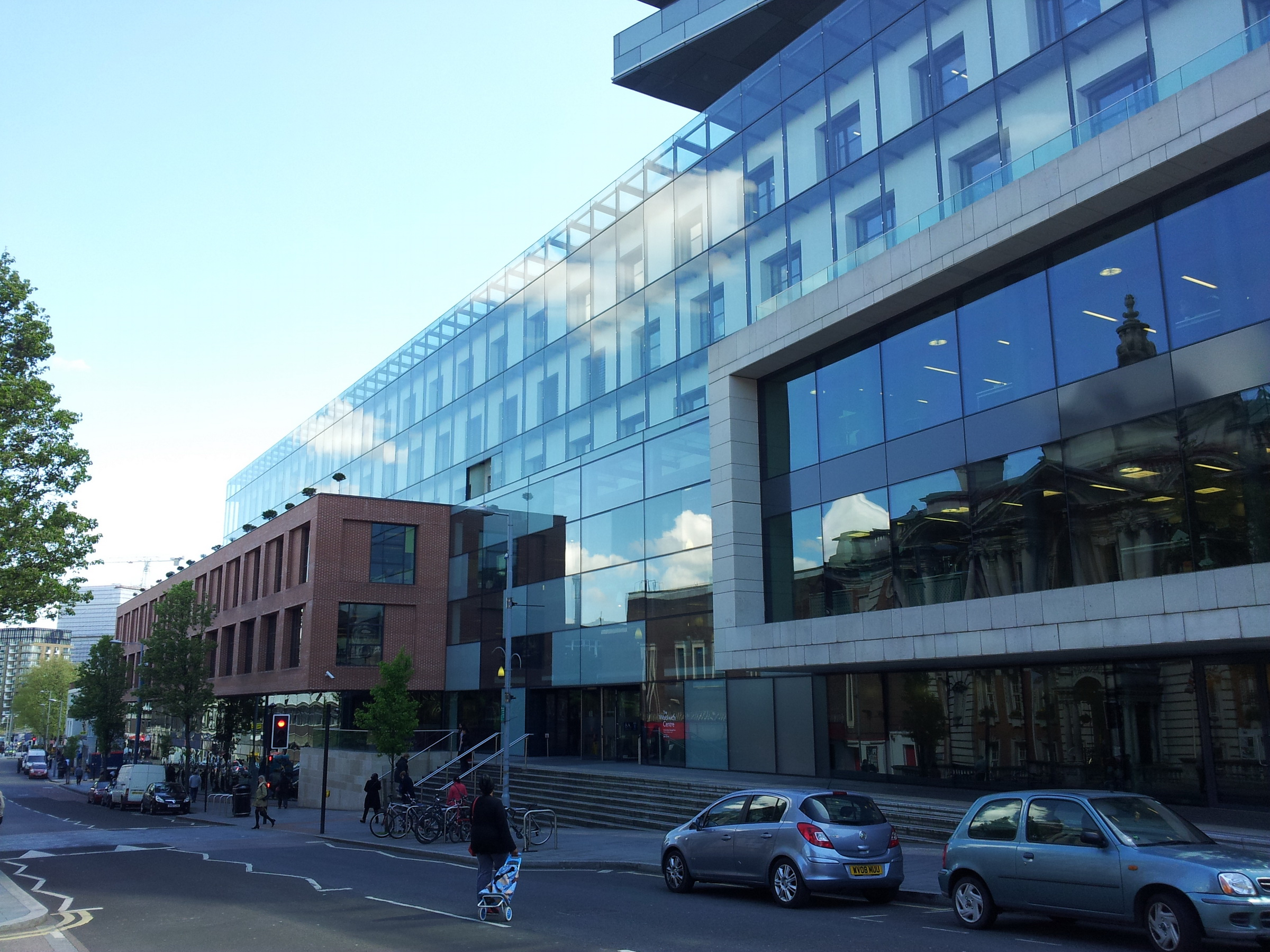
Woolwich Center

## Architecture

### Extérieur

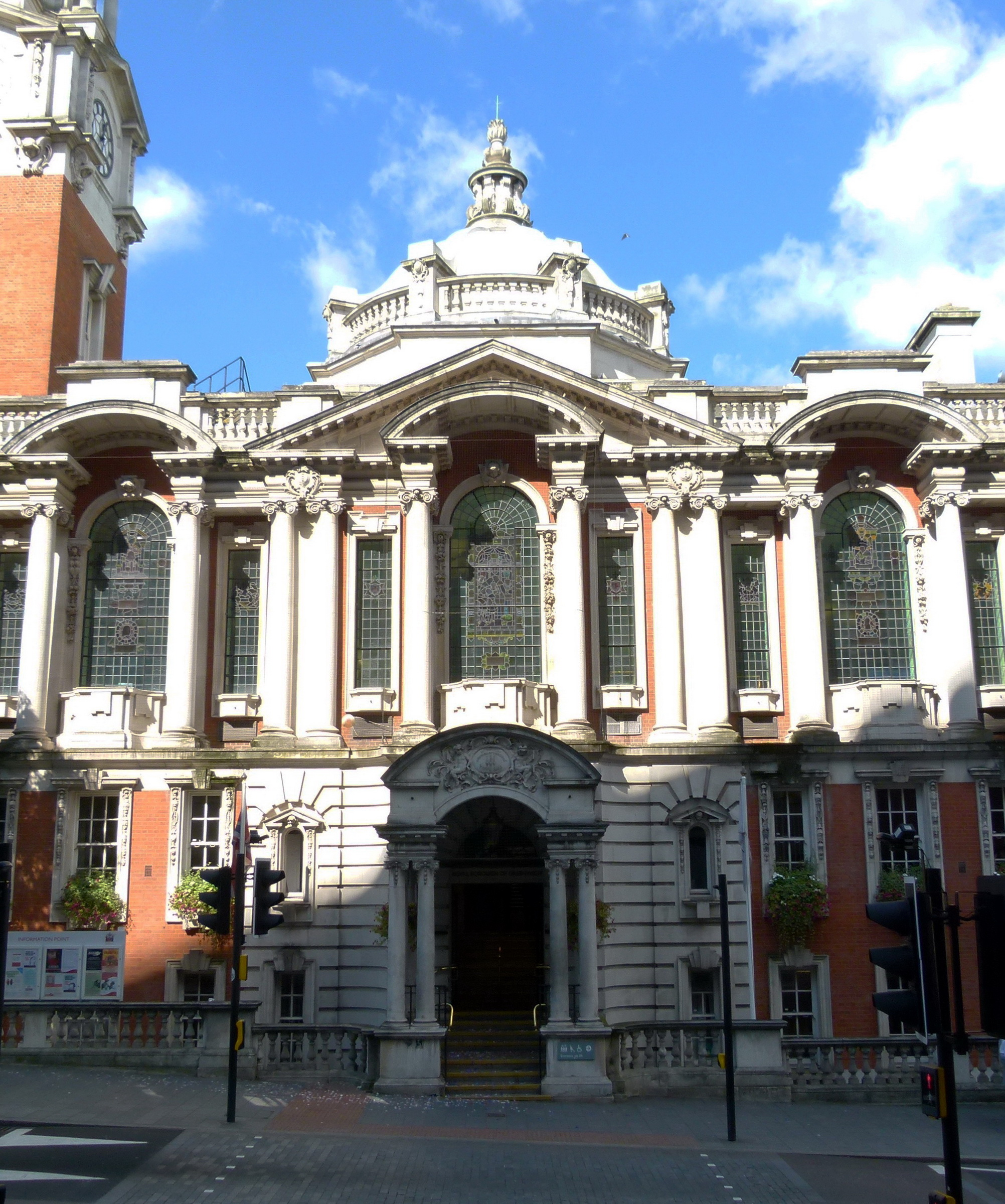
Entrée, rue Wellington
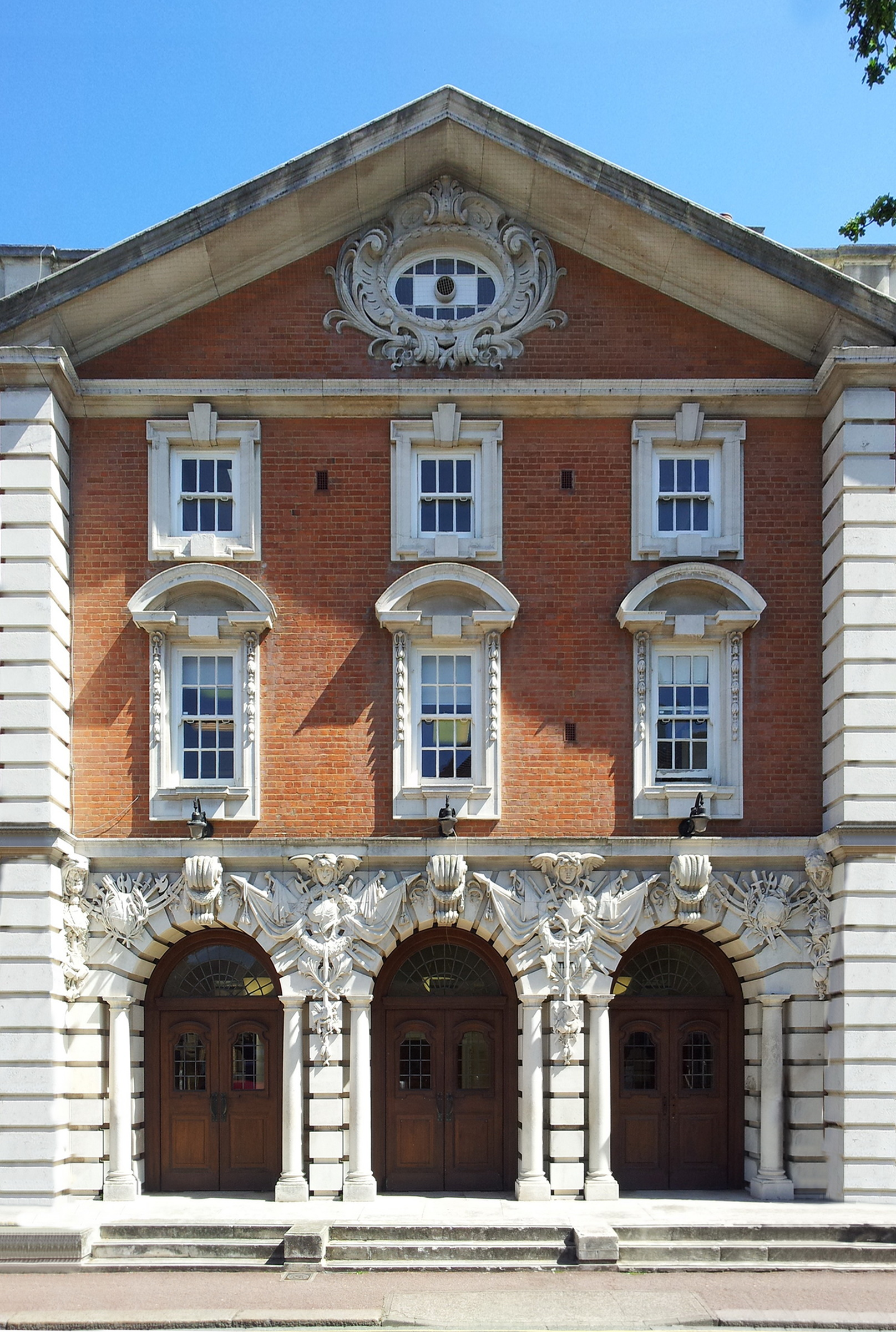
Entrée, Market Street
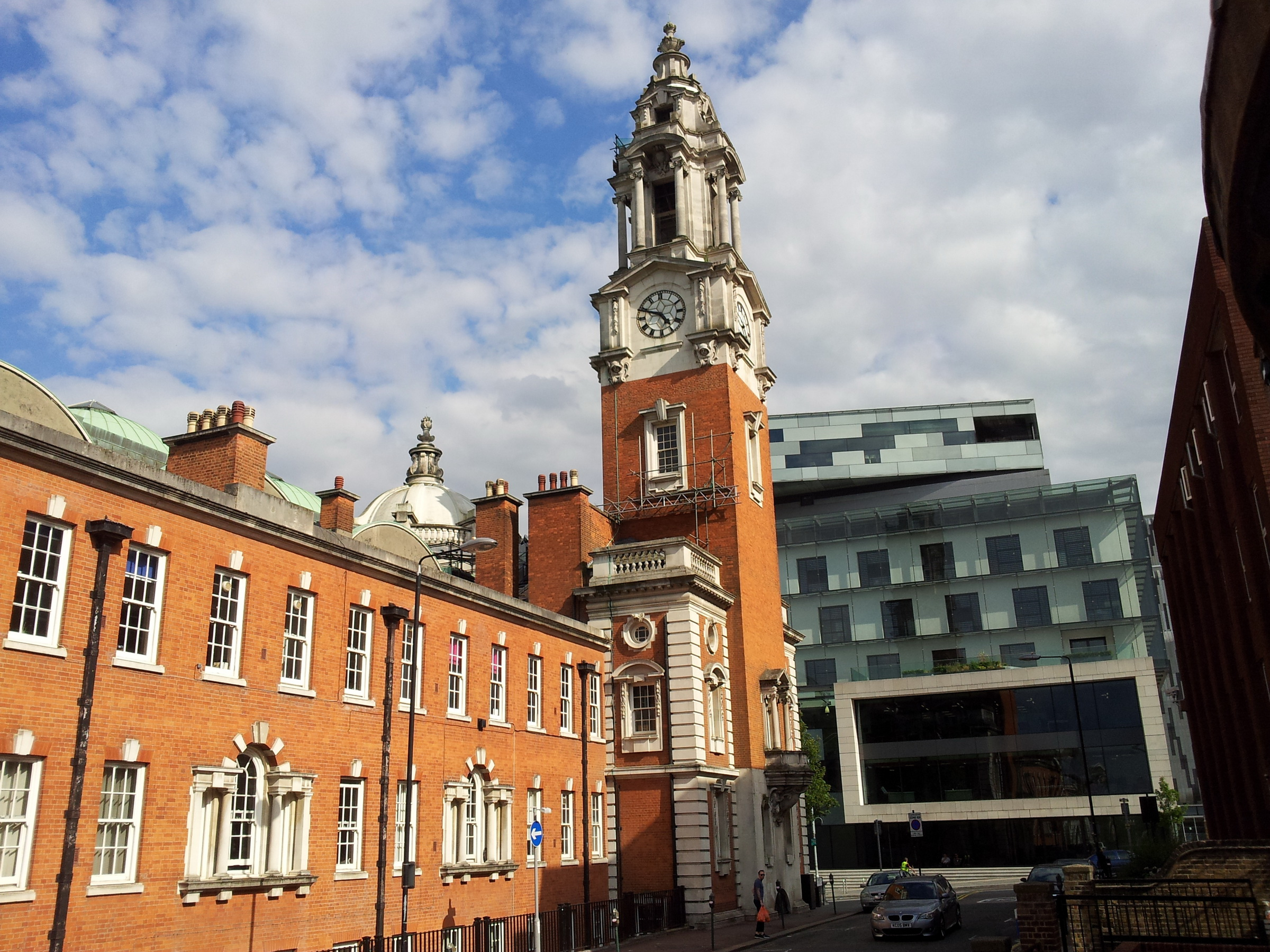
Façade, Market Street
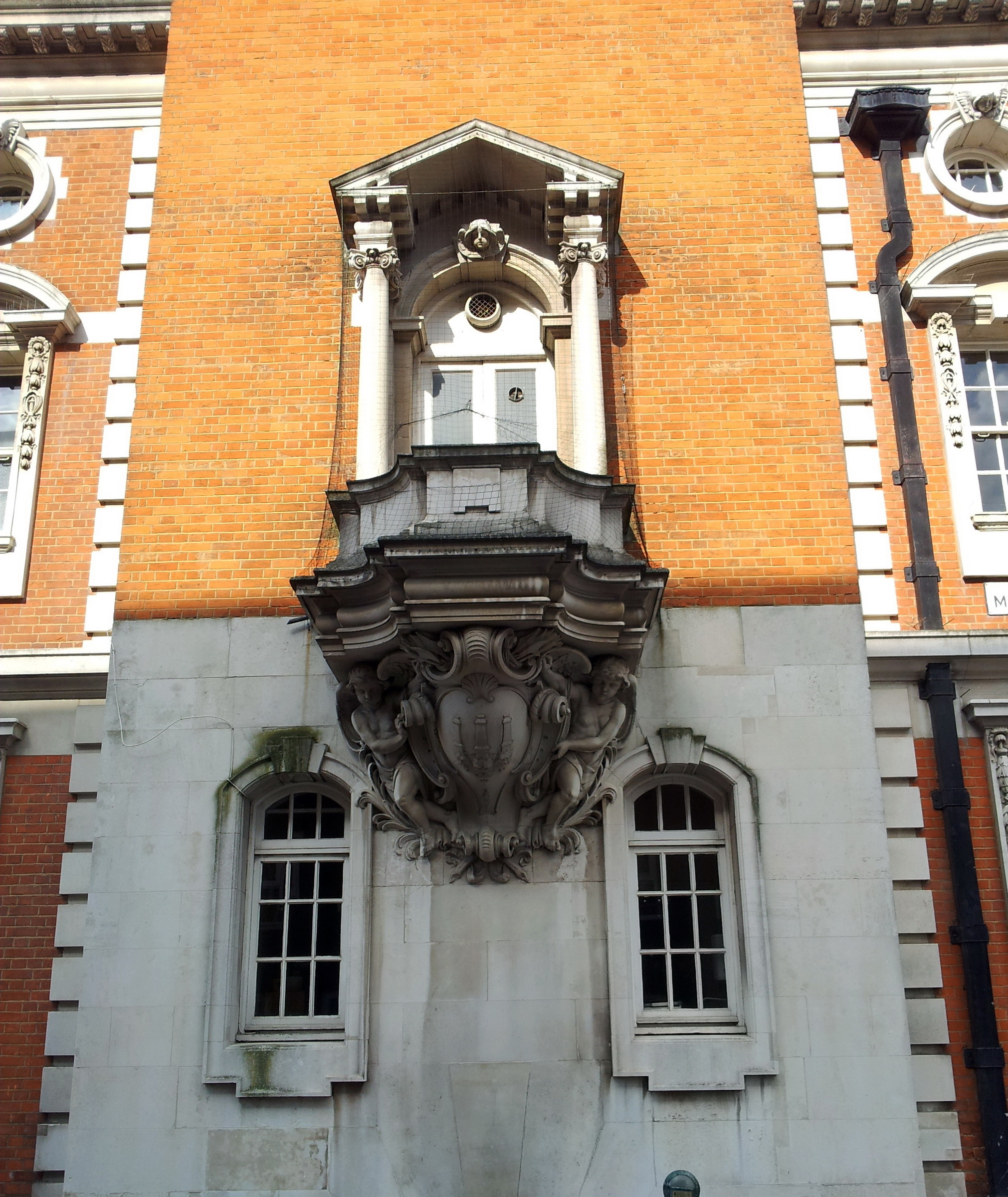
Détail de la tour de l'horloge

### Intérieur

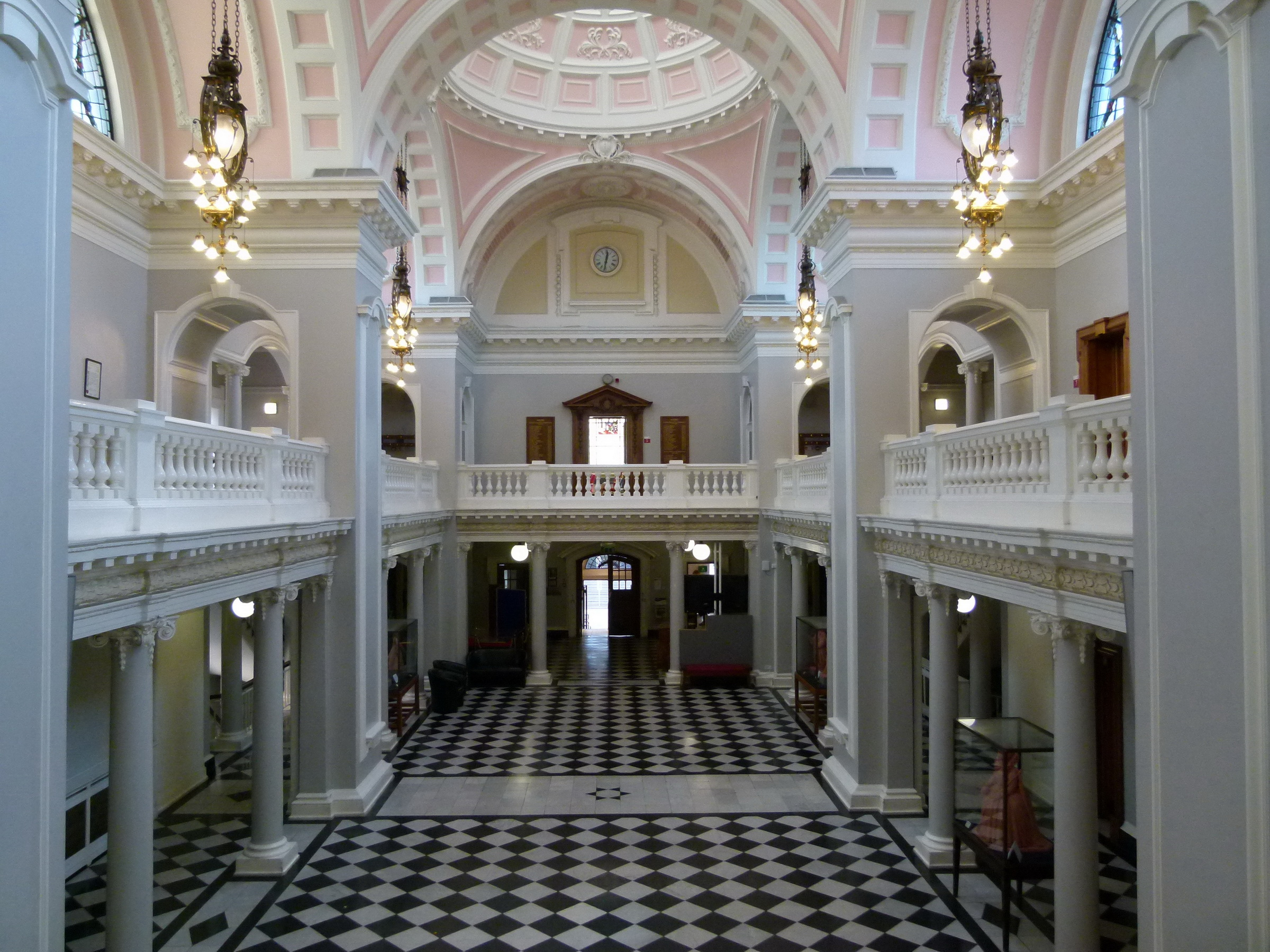
Victoria Hall
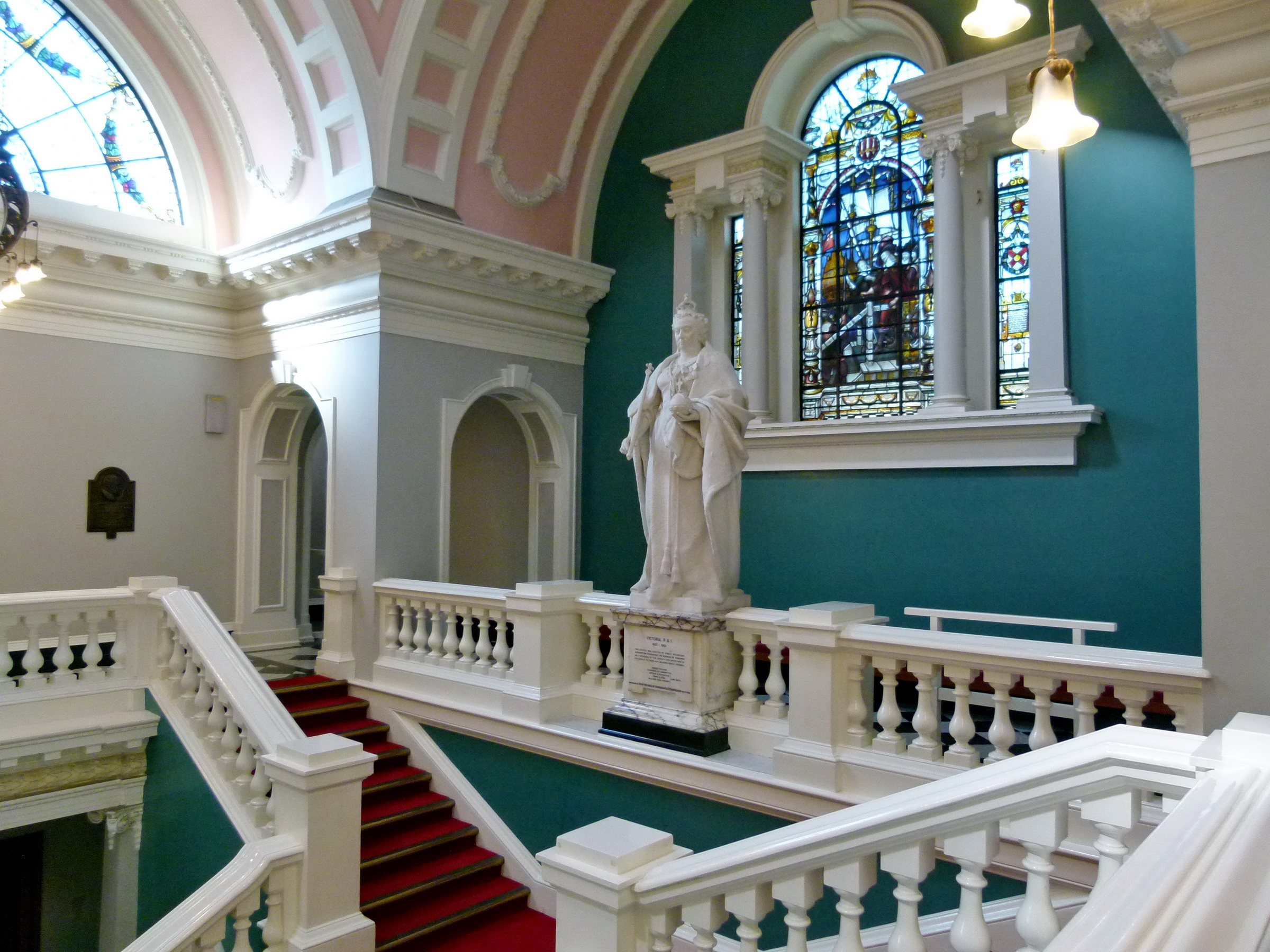
Escalier et statue
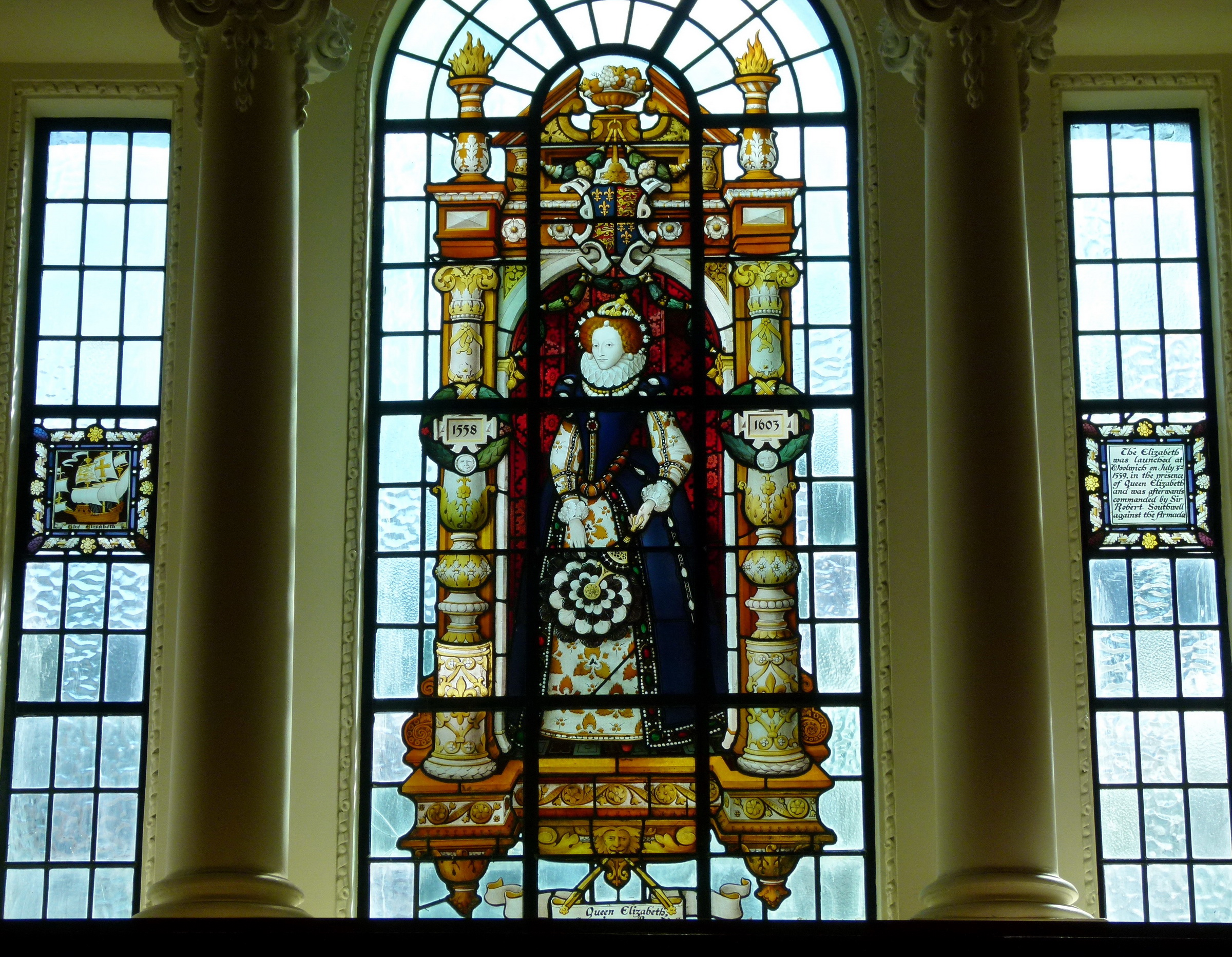
Vitrail
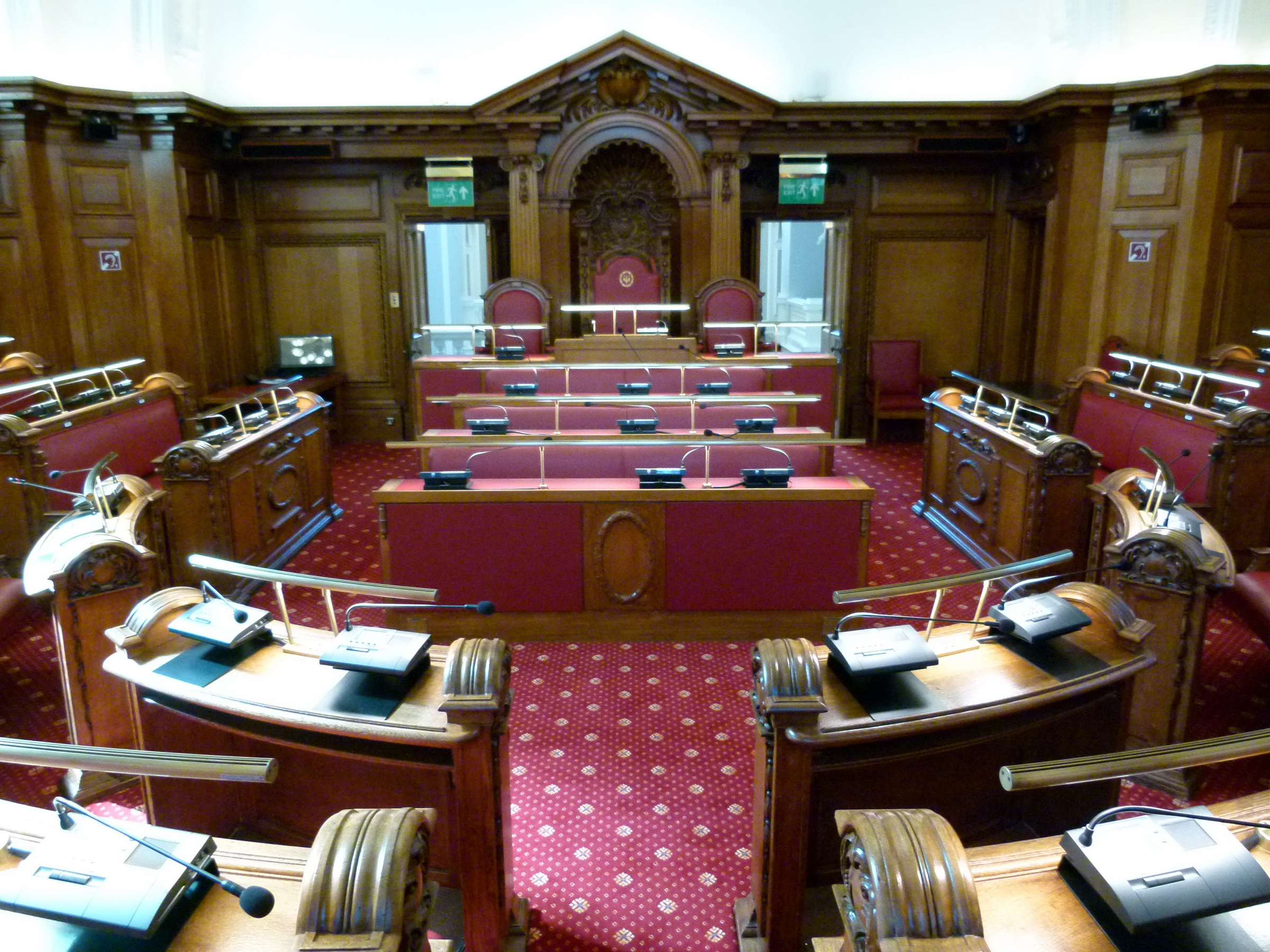
Salle du Conseil